# 야네크 슈테른베르크
야네크 슈테른베르크(독일어: Janek Sternberg, 1992년 10월 19일 ~ )는 독일의 축구 선수이다. 주로 왼쪽 풀백 포지션에서 플레이한다.